# Tátikai-hasadékbarlang
A Tátikai-hasadékbarlang a Zalaszántó határában, az Alsó-Tátika D-i falában található egyik, bazaltban kialakult barlang.

## Leírás
A Zalaszántó és Bazsi közötti Hidegkútpusztáról az Országos Kéktúra kék sáv turistajelzését követve kell K felé haladni és átkelve a Tátika természetvédelmi területén, kb. 2 km után, a bazaltmezáról leereszkedve tábla jelzi, hogy már elhagytuk a természetvédelmi területet. Sarvaly, vagy Lapostanya felől is könnyen elérhető a Tátika D-i részénél lévő természetvédelmi terület határát jelző tábla. A táblától nagyjából Ny felé 255°-ra kb. 300 m-re, az egyre magasabbá váló bazaltfalban, nehezen észrevehető helyen nyílik a barlang. Tekintélyes törmelékhalom tetején, ahol az a falhoz ér, sűrű bodzafa (Sambucus nigra) takarja a barlang DNy felé néző bejáratát.
A barlang hasadékszája 3,5 m magas és 0,5 m széles. Üregét befelé egyre keskenyedő, de mindvégig magas (2,1–2,8 m) hasadék alkotja. Falán és környékén a barlang hossztengelyével párhuzamos, kifelé 40°-ban emelkedő, íves bazaltoszlopok barázdákat képeznek. Alját laza, földes törmelék alkotja. Mennyezetéből több bazaltoszlop félig kibillenve, fenyegetően lóg lefelé. Beboltozódott része alatt mért hossza mindössze 2,55 m. Bejárásához segédeszközre nincs szükség. Jól szellőző, száraz barlang. Törmelékkitöltése ásatásra alkalmas. Helyi jelentőségű kis barlang, ami szemléletes példája a tektonikus eredetű barlangképződésnek.
Genetikailag a vulkáni kőzetekben másodlagos úton létrejövő üregek csoportjába tartozik, ezen belül pedig tektonikus keletkezésű barlangnak tekinthető. A bazaltfal peremére merőleges repedés mentén klimatikus tényezők hatására váltak le a bazaltoszlopok.
Előfordul irodalmában Tátika-várhegyi-barlang (Eszterhás 1984), Tátika-várhegyi járhatatlan barlang (Eszterhás 1984) és Tátika várhegyi járhatatlan barlang neveken is.

## Kutatástörténet
Az 1937-ben megjelent és Szeghalmy Gyula által írt könyvben meg van említve, hogy Kisfaludy Sándor egyik regéjének szereplője, Rezy Sándor a Tátika vár melletti sziklakápolna barlangjába vonult remetéskedni.
Az 1942. évi Barlangvilágban arról van szó, hogy Margittay Rikárd egy kis felfedező feladatot ajánl a tátikai várromokat felkereső olvasóknak. Ugyanis az 1848-ban kiadott Szerelmey-féle Balaton albuma című könyvben a Tátika romjairól szóló részben az van írva, hogy a vár hegyének oldalában járhatatlan mélységű barlang helyezkedik el, amelyből forrás fakad. Ez a kissé romantikusan hangzó mondat csaknem szóról-szóra megtalálható az 1878-ban megjelent és Jalsovics Aladár által írt könyvben, az 1889-ben kiadott Sziklay-féle kalauzban, valamint az 1909-ben megjelent Szemlér-féle balatoni kalauzban, ami azt a látszatot kelti, mintha a szerzők a közös forrásból írták volna ki a vonatkozó részt, anélkül, hogy meggyőződtek volna valóságáról. Ezt a gyanút az a tény teszi valószínűbbé, hogy a Dornyay-féle alapos és részletes balatoni kalauz nem említ ilyen barlangot a Tátikán. Mivel saját ismeretei alapján nem tudta eldönteni ezt a megállapítást Margittay Rikárd, ezért azt ajánlotta az olvasóknak, hogy valaki közülük járjon utána a helyszínen a dolognak és állapítsa meg, hogy valóban van-e ott járhatatlan mélységű barlang, amelyből forrás folyik.
Az 1984-ben megjelent Lista a Bakony barlangjairól című összeállítás szerint a Déli-Bakonyban, a 4430-as barlangkataszteri tájegységben, Zalaszántón helyezkedik el a Tátika-várhegyi-barlang, amelynek másik neve Tátika-várhegyi járhatatlan barlang. Vulkanikus üreg. 1985-ben Eszterhás István írta le részletesen a barlangot.
Eszterhás István Magyarország nemkarsztos barlangjainak listája című, 1989-ben készült kéziratában az olvasható, hogy a Bakony hegységben, a 4440-es barlangkataszteri területen, Zalaszántón lévő Tátikai-hasadékbarlang bazaltban alakult ki. A barlang 2,5 m hosszú és 3,5 m magas. A listában meg van említve az a Magyarországon, nem karsztkőzetben kialakult, létrehozott 220 objektum (203 barlang és 17 mesterséges üreg), amelyek 1989. év végéig váltak ismertté. Magyarországon 40 barlang keletkezett bazaltban. Az összeállítás szerint Kordos László 1984-ben kiadott barlanglistájában fel van sorolva 119 olyan barlang is, amelyek nem karsztkőzetben jöttek létre.
Az Eszterhás István által írt Magyarország nemkarsztos barlangjainak lajstroma című, 1993-ban készült kéziratban meg van említve, hogy a Bakony hegységben, a 4440-es barlangkataszteri területen, Zalaszántón helyezkedik el a Tátikai-hasadékbarlang. A bazaltban keletkezett barlang 2,5 m hosszú és 3,5 m magas. Az összeállításban fel van sorolva az a Magyarországon, nem karsztkőzetben kialakult, létrehozott 520 objektum (478 barlang és 42 mesterséges üreg), amelyek 1993 végéig ismertté váltak. Magyarországon 49 barlang, illetve mesterségesen létrehozott, barlangnak nevezett üreg alakult ki, lett kialakítva bazaltban. A Bakony hegységben 123 barlang jött létre nem karsztkőzetben.

## További információ
- Országos Barlangnyilvántartás